# Врачанское Евангелие

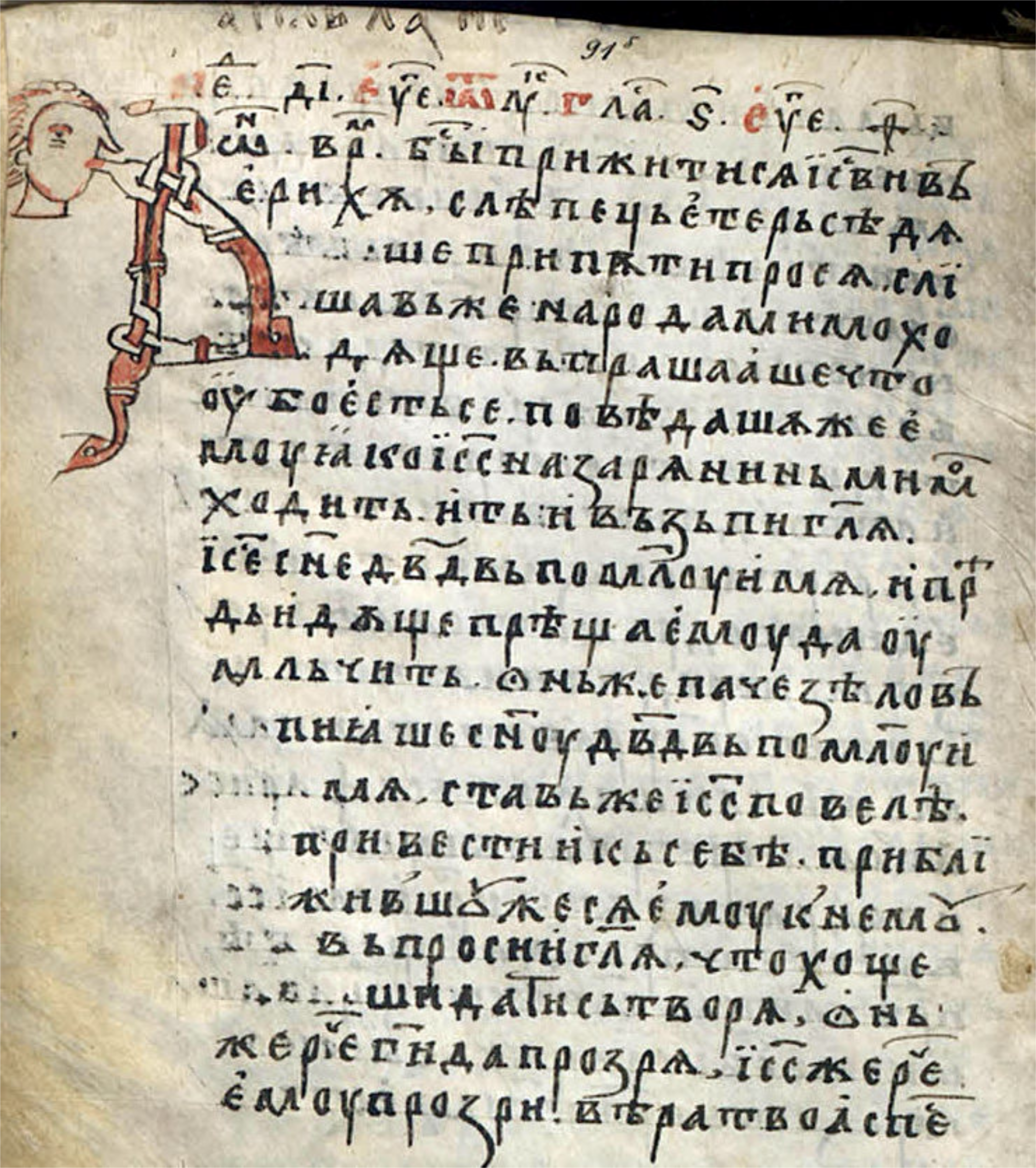
Врачанское Евангелие

Врачанское Евангелие — древнеболгарский памятник XIII века. Содержит 201 небольшой лист пергамента, написан черными чернилами. Никаких украшений кроме прописных букв в виде кос и человеческих фигурок нет. Евангелие не является обязательным (евангелист) и включает еженедельные чтения Евангелия, ежемесячное чтение с праздничными Евангелиями, несколько Евангелий для особых случаев и незаконченный указатель. Рукопись была передана в дар Национальной библиотеке Св. ул. Кирилл и Мефодий от Тодораки Хаджидимитрова из Враца .
Рукопись особенно интересна тем, что она была переписана с русского извода где-то на северо-западе Болгарии и по языку близка к русским Евангелиям, таким как Остромирово и Архангельское Евангелие. Это сразу видно по замене буквы тэта /θ/ на ф, отсутствию точки у буквы дзело /s/ и употреблению в тексте некоторых русских слов (семь вместо седмъ, толочи).

## Языковые особенности
- Буквы носовых гласных используются смешанно. Есть замена на /ѧ/ и /ıa/, /ѣ/ и /ѧ/ (может быть, под русским влиянием?), однако, есть также некоторое влияние народных говоров, в котором старые носовые звуки уже утратили свой носовой призвук.
- В говоре переписчика, звуки /ы/ и /и/ выравнены по артикуляции, потому что он не различает их и использует их без разбора: /ы/ записывает вместо этимологического /и/ (выни (*viny), осмы (*osmi)); а /и/ употребляет вместо этимологического /ы/: ти (* ty), рïбï (*ryby).
- Интересно использование глаголических букв местами по тексту.

Памятник изобилует морфологическими и синтаксическими неправильностями, по словам Б. Цонева, это верный признак того, что «старые языковые нормы уже рухнули и язык пошел другим путем».
- Старые и новые падежные и глагольные формы используются довольно смешанно. Старое склонение наблюдается только в литературной традиции, но кажется, что для переписчика многие старые конструкции уже стали чуждыми, а другие он понимает и использует по-своему. Склонения смешаны друг с другом, как в Добрейшовом Евангелии. Употребление двойственного числа совершенно неверно. В прилагательных без разбора употребляются краткие и долгие формы.
- Засвидетельствованы некоторые новоболгарские формы местоимений, образовавшиеся под влиянием морфологических аналогий: тъи, тои, ты (м. р.), сои (ж. р.), нѣкои (вместо нѣкъто), нѣки, нѣкоѫ. Встречается расширение местоименных основ на -e как в новоболгарском для личных местоимений мн. ч .: не боите сѧ вие, и тие поклонишѫ сѧ емоу.
- Относительное местоимение иже не согласуется ни по роду, ни по числу: глаголы, ıаже азь глаголѧ; слово, ıаже далъ еси мнѣ.
- Употребление активных причастий настоящего времени совершенно беспорядочно, кажется, что они начинают переосмысливаться как неизменяемые деепричастия.

Новые формы в тексте памятника:
- У глаголов в 3 л., ед. ч., наст. вр. опускается окончание -тъ.
- Глаголы с суффиксом -оува вместо -ова: свѣдѣтелствоува, бесѣдоувати.
- Преобладает употребление супина. Есть отдельные случаи замены супина формой 3 л.:
  - задашѫ и понесеть кр[ь]сть (вместо понестъ),
  - ведошѫ сь ис[оу]сомь ина два злодѣѫ оубиѫтъ (вместо оубитъ).
- Употребление окончания -тъ в форме импрефекта 3 л., мн. ч .: хоулѣшетъ, молѣхѫтъ, подобно сербскому Вуканову Евангелию.

## Приписки к тексту
Приписки к тексту интересны тем, что отражают мысли и желания анонимного переписчика.
На странице 19 переписчик перевернул две страницы за раз и оставил две страницы незаписанными, отметив:
- Грѣшникъ, варе какъ се забых та грѣших. прѣвратихъ два листа, грѣшникъ ıa.

В другом месте (листы 147 и 156) он поблагодарил за щедрость людей, которые приносили ему еду:
- Богъ да прости калоугерицѫ от грѣхъ, ωти ми донесѣше хлѣбъ мѧкъ и ıаца да сѧ насытѧ.
- Богь да прости Славна, ωти ми доносѣше благотинѫ.